# IC 2439
IC 2439 је лентикуларна галаксија у сазвјежђу Рак која се налази на листи објеката дубоког неба у Индекс каталогу.
Деклинација објекта је + 32° 35' 36" а ректасцензија 9h 8m 38,4s. Привидна величина (магнитуда) објекта IC 2439 износи 13,9 а фотографска магнитуда 14,8. IC 2439 је још познат и под ознакама MCG 6-20-32, CGCG 180-43, NPM1G +32.0195, PGC 25719.